# آکی کاروونن
آکی کاروونن (فنلاندی: Aki Karvonen; ۳۱ اوت ۱۹۵۷) اسکی‌باز صحرانوردی اهل فنلاند بود.